# Register
Regíster ali spremen v glasbi pomeni razpon glasbila ali človeškega glasu, kjer se morajo toni izvajati na enak način in imajo enako barvo.
Register je višina glasu. 
Ločitev glasov po registrih poznamo tako pri petju kot pri igranju instrumentov. Tako ločimo registre od nizkih do visokih.
Orgelski registri ali spremeni so skupine piščali z enako barvo, jakostjo ter lego zvoka. Vklapljamo in izklapljamo jih s pomočjo registrskih potegov oz. manubrijev.